# Santana IV
Santana IV é o 23º álbum de estúdio da banda estadunidense de rock latino Santana e o quarto com a formação da banda da era Woodstock, exceto alguns membros. Foi lançado em 15 de abril de 2016

## Antecedentes e detalhes
O álbum reúne a formação clássica do começo dos anos 1970 que incluía Carlos Santana, Gregg Rolie, Neal Schon, Mike Carabello e Michael Shrieve e marca a primeira vez em 45 anos – desde o Santana III, de 1971 – que o quinteto gravou junto. Juntaram-se à formação Karl Perazzo (percussão) e Benny Rietveld (baixo), além do convidado Ronald Isley (The Isley Brothers) em duas faixas. Santana IV tem um total de 16 faixas inéditas escritas e produzidas pela banda.
Sobre a equipe de Santana IV, Carlos afirmou: "Foi mágico, nós não tivemos que tentar forçar um clima – foi imenso. De lá, nós tivemos que chegar com um equilíbrio de canções e improvisações que as pessoas identificassem imediatamente como Santana."

## Divulgação
O primeiro single de Santana IV, "Anywhere You Want to Go", foi lançado em 5 de fevereiro de 2016.

## Faixas
Créditos e durações de acordo com o encarte do álbum
| N.º | Título                                                                     | Compositor(es)                                                            | Duração |  |
| 1.  | "Yambu"                                                                    | Santana, Perazzo                                                          | 3:27    |  |
| 2.  | "Shake It" (Balance)                                                       | Schon, Rolie, Carabello, Perazzo arr: Santana                             | 4:45    |  |
| 3.  | "Anywhere You Want to Go" (A Qualquer Lugar que Você Quiser Ir)            | Rolie arranjo: Rolie                                                      | 5:05    |  |
| 4.  | "Fillmore East"                                                            | Santana, Schon, Rolie, Shrieve, Carabello, Rietveld, Perazzo arr: Santana | 7:44    |  |
| 5.  | "Love Makes the World Go Round" (Amor Faz o Mundo Girar; com Ronald Isley) | Santana, Nuru Kane, Thierry Fournel arr: Santana                          | 4:20    |  |
| 6.  | "Freedom in Your Mind" (Liberdade em Sua Mente; com Ronald Isley)          | Santana, Kenneth Okulolo arr: Santana                                     | 5:30    |  |
| 7.  | "Choo Choo"                                                                | Santana, Igor Len, Schon, Rolie, Carabello arr: Santana                   | 4:10    |  |
| 8.  | "All Aboard" (Todos a Bordo)                                               | Santana arr: Santana                                                      | 2:03    |  |
| 9.  | "Sueños" (Sonhos)                                                          | Santana, Rietveld arr: Rietveld                                           | 5:15    |  |
| 10. | "Caminando" (Caminhando)                                                   | Santana, Schon, Carabello, Perrazo arr: Santana                           | 4:21    |  |
| 11. | "Blues Magic" (Mágica do Blues)                                            | Schon, Rolie, Santana                                                     | 4:26    |  |
| 12. | "Echizo" (Feitiço)                                                         | Schon, Shrieve                                                            | 3:54    |  |
| 13. | "Leave Me Alone" (Deixe-me Sozinho)                                        | Shrieve, Rolie, Santana                                                   | 4:01    |  |
| 14. | "You and I" (Você e Eu)                                                    | Rolie                                                                     | 4:20    |  |
| 15. | "Come as You Are" (Venha Como Você É)                                      | Schon, Santana, Rolie, Carabello, Perazzo                                 | 4:52    |  |
| 16. | "Forgiveness" (Perdão)                                                     | Schon, Santana, Rolie, Claus Zundel                                       | 7:22    |  |

## Créditos

### Santana
- Carlos Santana – guitarra, vocais
- Neal Schon – guitarra, vocais
- Gregg Rolie – órgão Hammond B3, teclados, vocais
- Michael Carabello – congas, percussão, vocais de apoio
- Michael Shrieve – bateria
- Benny Rietveld – baixo
- Karl Perazzo – timbales, percussão, vocais

### Convidado
- Ronald Isley – vocais em "Love Makes the World Go Round" e "Freedom in Your Mind"

## Paradas
| Parada (2016)                         | Melhor posição |
| ------------------------------------- | -------------- |
| Australian Albums (ARIA)              | 11             |
| Bélgica (Ultratop Flandres)           | 25             |
| Bélgica (Ultratop Valônia)            | 11             |
| Países Baixos (Dutch Charts)          | 7              |
| Finlândia (Suomen virallinen lista)   | 20             |
| França (SNEP)                         | 180            |
| Alemanha (Offizielle Deutsche Charts) | 5              |
| Hungria (MAHASZ)                      | 26             |
| Italian Albums (FIMI)                 | 11             |
| New Zealand Albums (RMNZ)             | 8              |
| Noruega (VG-lista)                    | 24             |
| Swedish Albums (Sverigetopplistan)    | 29             |
| Suíça (Schweizer Hitparade)           | 7              |
| Reino Unido (Official Albums Chart)   | 4              |